# Élisabeth ou les Exilés de Sibérie
Élisabeth ou les Exilés de Sibérie est un roman français publié par Sophie Cottin en 1806.

## Historique
Dans ce quatrième roman, qui fait suite à Claire d'Albe, Malvina et Amélie Mansfield, Sophie Cottin, après avoir peint en des couleurs d’une vérité toujours frappante et toujours nouvelle les égarements et les malheurs de la passion, a tenté, avec Prascovie, d’esquisser un exemple de piété filiale, ce sentiment si familier à son cœur. Jusqu’à ce moment, les filles chéries de son imagination revêtent des formes souvent agitées ; leur âme est un tissu d’héroïsme et de faiblesse, et l’innocence même qui les voile a une trame passionnée. Le tableau brille d’une fraîcheur sereine que rien n’altère ; la vertu possède une pureté et un éclat sans mélange. Les détails sont d’un bout à l’autre extrêmement touchants ; les descriptions pittoresques, les touches tour à tour gracieuses ou brillantes s’y trouvent prodiguées.

## Résumé
Élisabeth est l’histoire simple d’une jeune fille qui, partie du fond de la Sibérie, seule, à pied, sans ressources, traverse, au milieu de mille dangers et de mille fatigues, des contrées d’une étendue immense, pour aller à Saint-Pétersbourg demander la grâce de son père.

## Analyse
Sophie Cottin altère l’unité et la simplicité primitives de son sujet par la broderie romanesque dont elle l’a revêtu. L’héroïne, Prascovie, n’est qu’une simple et ignorante jeune fille d’assez basse condition qui trouve dans son cœur seul la pensée de l’action la plus généreuse et la force de l’exécuter : « La véritable héroïne, écrit Sophie Cottin, est bien au-dessus de la mienne, elle a souffert bien davantage. ». Supposer Élisabeth issue de noble race, élevée dans des sentiments distingués et des mœurs presque élégantes, douée d’une imagination vive qui la monte sans effort aux grandes choses, diminue peut-être le mérite de l’action, ou du moins elle en rend l’initiative moins surprenante. D’autre part, l’intérieur de la famille exilée peint sous plus d’un aspect poétique et presque riant, l’âpre paysage de la Sibérie, adouci dans sa crudité, frappent moins fortement l’imagination. Élisabeth est soutenue dans sa résolution par des conseils, des appuis et une sollicitude compatissante. sans conseil et sans guide, n’ayant d’autre mobile que ses courageux instincts, d’autre soutien que son inflexible piété et sa foi vive en la Providence ; Prascovie, arrêtée dans le trajet par une multitude d’obstacles que sa vertu surmonte, et accomplissant jusqu’au bout son pieux pèlerinage, offrirait, au contraire, un tableau plus convaincant. La tendresse pénétrante de son père l’a devinée avant qu’elle ne se hasarde à sa touchante déclaration. Un stratagème délicat épargne l’amertume du dernier adieu à l’inconsolable douleur de sa mère. Élisabeth accomplit la moitié du voyage sous l’escorte d’un vénérable missionnaire ; le reste est traversé de peu d’obstacles, et semé de deux ou trois incidents à peine. Le trajet se trouve en outre singulièrement abrégé par l’arrivée imprévue de l’empereur à Moscou au moment même où la jeune fille pénètre dans cette ville.
Ainsi ramenée au moule stéréotypé du roman, cette poétique histoire perd quelque chose de sa naïveté et de son originalité première, mais néanmoins elle garde un haut mérite de sensibilité et d’éloquence, de drame, d’émotion et de surprise.
Xavier de Maistre a repris ce thème dans son roman de 1825, la Jeune Sibérienne. Il écrit au début de son roman que « Le courage d'une jeune fille qui, vers la fin du règne de Paul Ier, partit à pied de la Sibérie, pour venir à Saint-Pétersbourg demander la grâce de son père, fit assez de bruit dans le temps pour engager un auteur célèbre [= Madame Cottin] à faire une héroïne de roman de cette intéressante voyageuse. Mais les personnes qui l'ont connue paraissent regretter qu'on ait prêté des aventures d'amour et des idées romanesques à une jeune et noble vierge qui n'eut jamais d'autre passion que l'amour filial le plus pur, et qui, sans appui, sans conseil, trouva dans son cœur la pensée de l'action la plus généreuse et la force de l'exécuter. Si le récit de ses aventures n'offre point cet intérêt de surprise que peut inspirer un romancier pour des personnages imaginaires, on ne lira peut-être pas sans quelque plaisir la simple histoire de sa vie, assez intéressante par elle-même, sans autre ornement que la vérité. »

## Source
- Dessalles-Régis, Revue de Paris, p. 268-70.

## Texte en ligne
Élisabeth ou les Exilés de Sibérie suivi de la Prise de Jéricho, Paris, Giguet et Michaud, 1806.